# Shining Force: The Sword of Hajya
Shining Force: The Sword of Hajya (シャイニング・フォース外伝 II ～邪神の覚醒～ Shainingu Fōsu Gaiden II: Jashin no Kakusei?, traducción tentativa: "Shining Force Gaiden II: El Dios Malvado Despierta") es un videojuego de rol táctico editado entre 1993 y 1994 para la consola Sega Game Gear. No debe confundirse con Shining Force II para Sega Megadrive/Genesis, ya que es una secuela del Shining Force Gaiden para Game Gear, no para Shining Force de Megadrive/Genesis.

## Jugabilidad
El juego utiliza una mecánica idéntica a la de su predecesor, Shining Force Gaiden. Durante el mismo, el jugador tendrá una serie de batallas tipo tácticas, con interludios de imágenes de acción. Entre las escenas, el jugador podrá guardar el juego, promover personajes (aumentar su nivel), revivir compañeros caídos, y a veces comprar y vender armas o elementos curativos.
Como en otros juegos de rol, cada batalla se divide en casillas, donde los jugadores se mueven, atacan, lanzan hechizos y usan ítems. Los personajes controlados por el jugador ganan experiencia batallando con enemigos, y puede elegir, al llegar al nivel 10, si aumentar su clase y hacerlo más poderoso (promoverlo).

## Diferencias de la versión norteamericana
Existen diversas diferencias entre la versión norteamericana y la japonesa: los hechizos "Blaze" y "Freeze" de nivel 3 en vez de aumentar solo el daño, también aumenta el radio de efecto, aumentando de dos a tres los cuadros de ataque. Esto provoca un aumento exagerado de poder de los magos por sobre otros personajes seleccionables. Más importante aún, los enemigos con hechizos de nivel 3 son absurdamente peligrosos, ya que pueden eliminar a cualquier personaje que tiene toda su energía vital con un solo movimiento, y sin embargo. Se lo considera "raro" dentro de la guía de rarezas.

## Historia
La historia gira en torno a Deanna y sus compañeros, los jóvenes soldados de la armada de Cypress. Nick, el Príncipe de Cypress, dejó el castillo con la orden de derrotar a Iom, una nación malvada. Sin embargo, se marcha sin la poderosa Espada de Hajya debido a no poder usarla, ya que su brazo se convirtió en piedra. Deanna y sus amigos deberán defender su castillo y la Espada, con la ayuda de Mayfair, amigo del Príncipe Nick. Cuando las fuerzas de Iom atacan y roban la espada, será Mayfair el que dirija a los jóvenes soldados para perseguir a los ladrones y recuperar la espada.

## Continuidad en la serie Shining
Shining Force: The Sword of Hajya (Gaiden II) es la continuación directa de la historia Shining Force Gaiden, y toma lugar solo dos meses después.
Shining Force Gaiden II cuenta como la batalla entre Cypress e Iom comienza, como Nick y Mayfair se vuelven amigos, como su brazo se convirtió en piedra, y varias otras cosas de importancia. Gyan, Ruce, Woldol, Randolf y otros personajes aparecen originalmente en Shining Force Gaiden I.
Shining Force CD contiene una historia que toma lugar solo unos pocos meses después de Shining Force: The Sword of Hajya y más detalles sobre los personajes principales.
Los personajes ocultos Hanzou y Musashi (renombrados "Higins" y "Rush" respectivamente), aparecieron previamente en Shining Force.